# Zamazanke
Zamazanke (znanstveno ime Exidia) so rod gliv iz družine cevark (Boletaceae). Zamazanke so bile prvotno uvrščene v rod drhtavk (Tremella) skupaj s številnimi drugimi želatinastimi glivami. Fries jih je leta 1822 prestavil v svoj rod na podlagi zunanje oblike. Sprva je ta rod vsebovaj tudi glive, ki so sedaj umeščene med uhljevke (Auricularia).

## Značilnosti
Zamazanke so želatinastih nepravilnih oblik in spominjajo na žolco. Večina ima jasno ločeni zgornjo površino s trosi in sterilno spodnjo površino. Te površine so gladke ali pri nekaterih vrstah prekrite z gostimi ali raztresenimi sterilnimi čepi ali mozolji. Rastejo ločeno ali v grozdih, združene v večjo želatinasto gmoto.
So gniloživke in se pojavljajo na odmrlem lesu.

## Seznam zamazank Slovenije[3]
- žlezasta zamazanka (Exidia glandulosa)
- smrekova zamazanka (Exidia nigricans)
- pecljata zamazanka (Exidia recisa)
- kandirana zamazanka (Exidia saccharina)
- beloblazinasta zamazanka (Exidia thuretiana)